# Nairn Falls Provincial Park
El parque provincial Nairn Falls, creado en 1966, es una de las áreas protegidas de Columbia Británica, Canadá. El parque está situado en el Corredor Sea-to-Sky, a unos 25 kilómetros al noreste de Whistler, en las estribaciones de la Cordillera Garibaldi, que forma parte de la Cordillera del Pacífico, y a unos 5 kilómetros al sur de Pemberton. El parque se encuentra en el distrito regional de Squamish-Lillooet y es fácilmente accesible desde Vancouver por la autopista 99.

## Descripción
El parque tiene una extensión de 170 hectáreas, relativamente pequeño para los estándares canadienses, y toma el nombre de su principal atractivo natural: la cascada Nairn. Con una altura de 39,6 metros y una anchura media de 9,1 metros, se trata de una cascada escalonada conectada por un pequeño cañón por donde fluye el río Green, justo antes de su acceso a las tierras bajas del valle de Pemberton y su confluencia con el río Lillooet.
El parque es un área protegida de Categoría IIIotorgada por la Unión Internacional para la Conservación de la Naturaleza (UICN). 
El Parque Provincial Nairn Falls también incluye un área de importancia cultural para el pueblo Lillooet (St'at'imc), un grupo local de las denominadas Primeras Naciones.

## Flora y fauna
El ecosistema de la Columbia Británica está dividido en diferentes zonas biogeoclimáticas, utilizando el sistema de zonificación de la Clasificación Ecológica Biogeoclimática (BEC). Las zonas biogeoclimáticas se caracterizan por un clima fundamentalmente idéntico o muy similar, así como por las mismas o muy similares condiciones biológicas y geológicas. Esto da como resultado una población muy similar de plantas y animales en cada una de las zonas. Dentro del ecosistema de la Columbia Británica, el área de la Dry Submaritime Subzone se asigna a la Coastal Western Hemlock Zone.
El parque se encuentra en una zona de tránsito ecológicamente importante entre las zonas costeras más húmedas y las zonas interiores más secas. En el área del parque, con un solo nivel de vegetación, crecen principalmente la cicuta occidental, el abeto Douglas y el árbol de la vida gigante (cedro rojo occidental o cedro rojo del Pacífico). Líquenes epífitos y musgos cubren los troncos de los árboles. El bosque tiene un sotobosque de helechos espada, plantas de brezo y diferentes tipos de bayas.También se encuentra el cornejo del Pacífico, planta protegida que forma parte del escudo de la Columbia Británica.
El parque y el área adyacente son el hogar de numerosas especies de mamíferos grandes y pequeños. Ejemplares de oso negro, lince rojo y puma también viven en el interior. Muchas especies de aves son nativas del área del parque, incluido el arrendajo de Steller, el ave heráldica de la Columbia Británica. Sin embargo, también hay especies animales más inusuales en el parque, por ejemplo la boa de goma del norte. El parque también ofrece oportunidades de reproducción para el cárabo californiano (Strix occidentalis), una especie de búho en peligro de extinción.

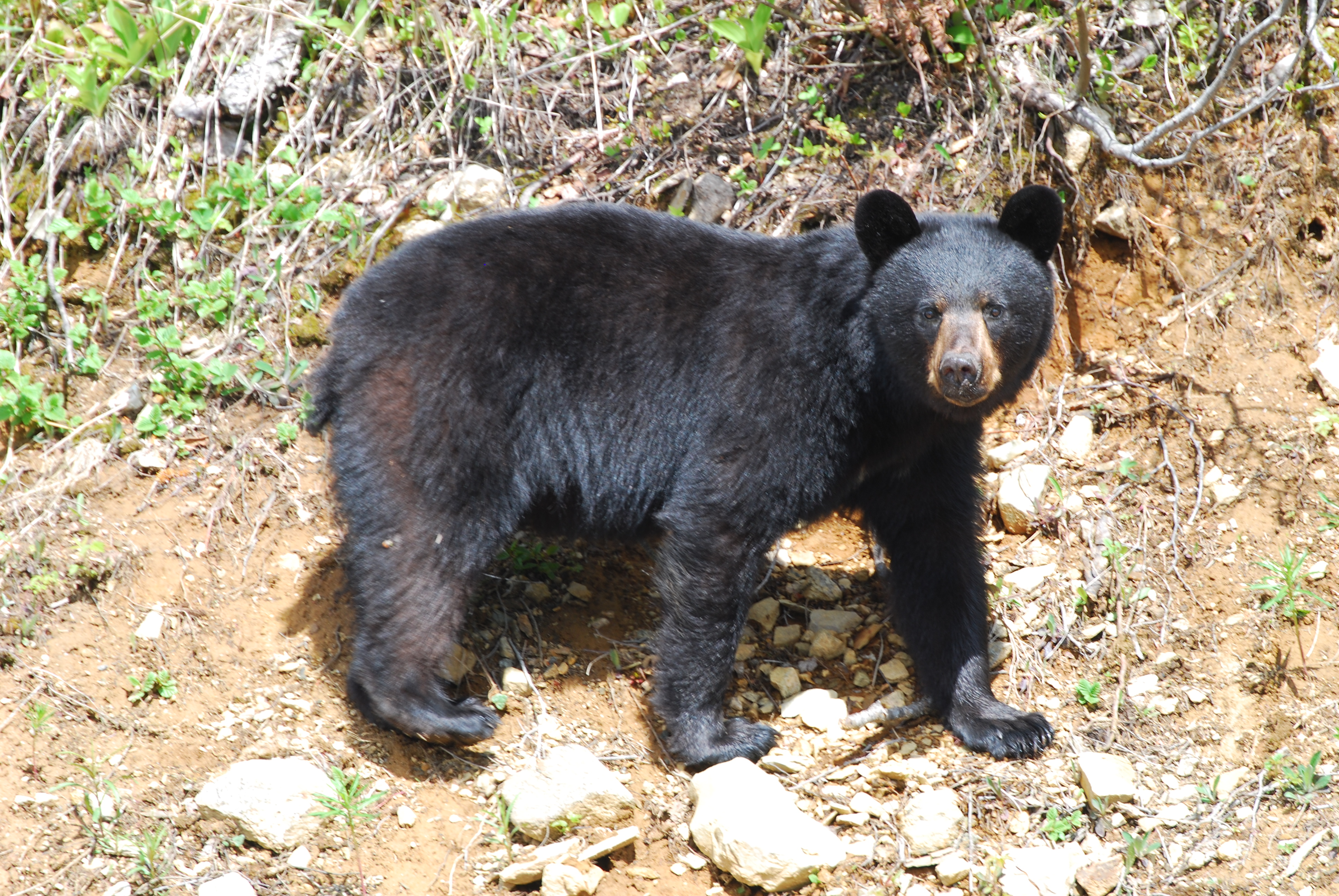
Oso negro
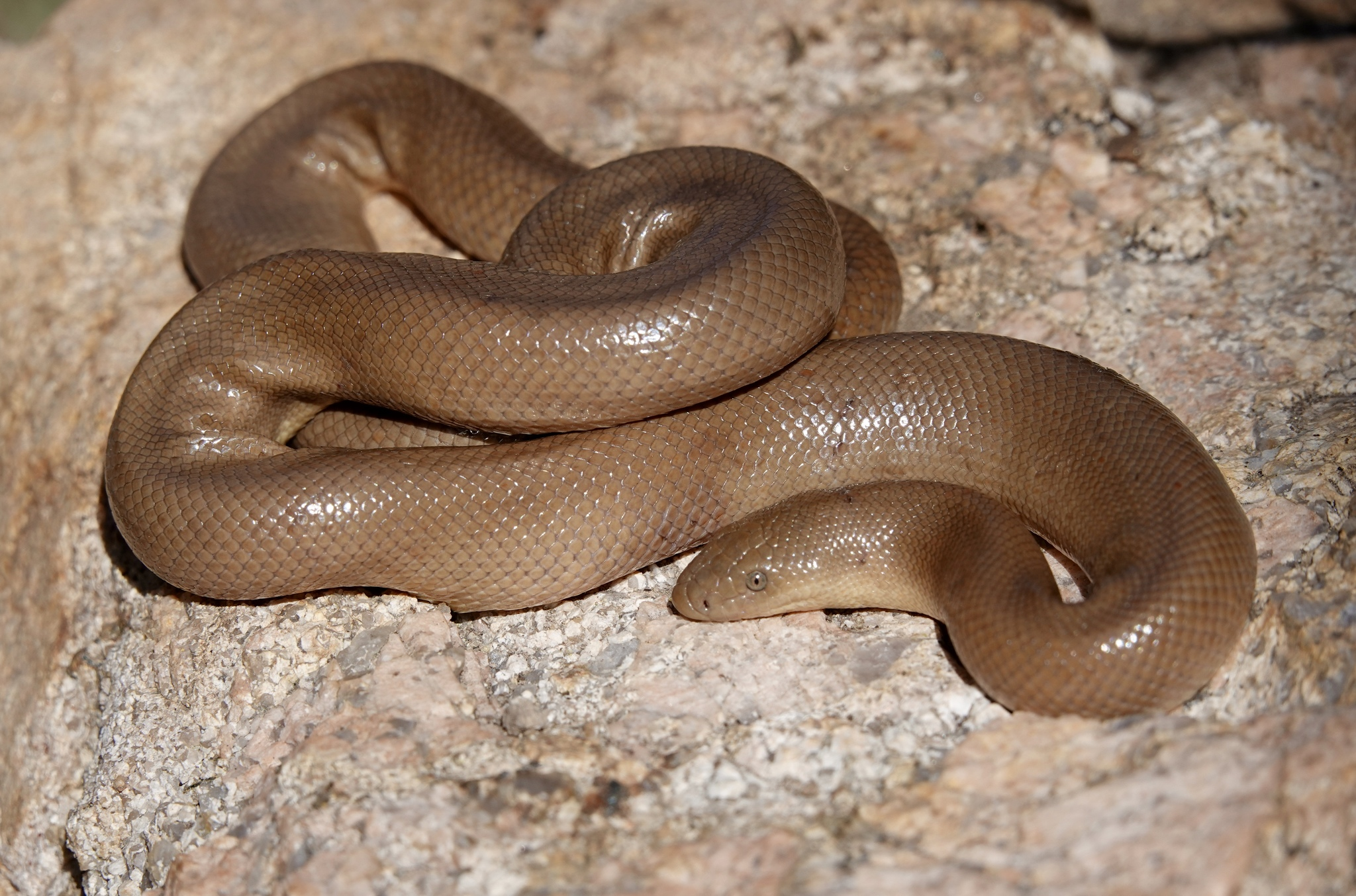
Boa de goma
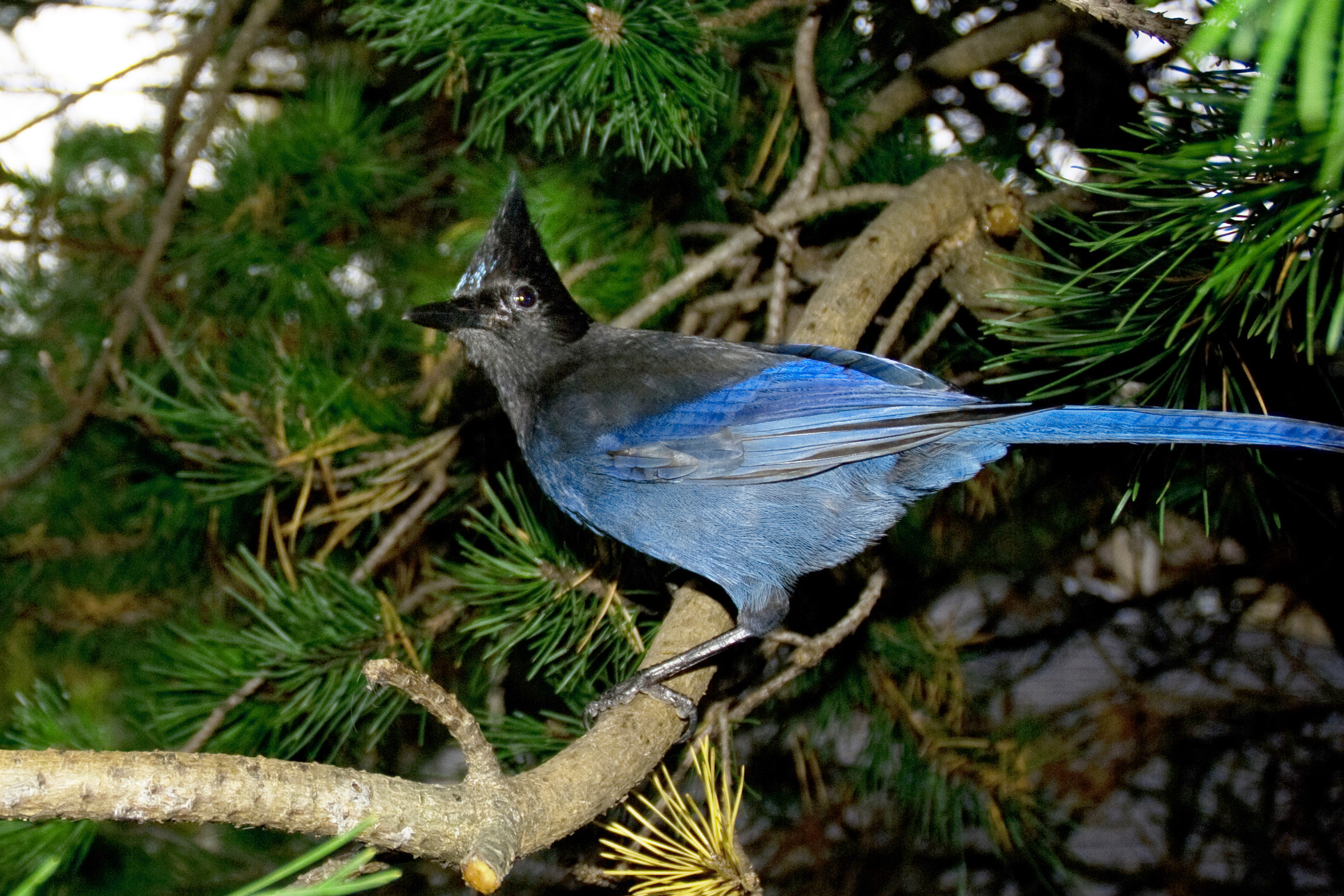
Arrendajo de Steller
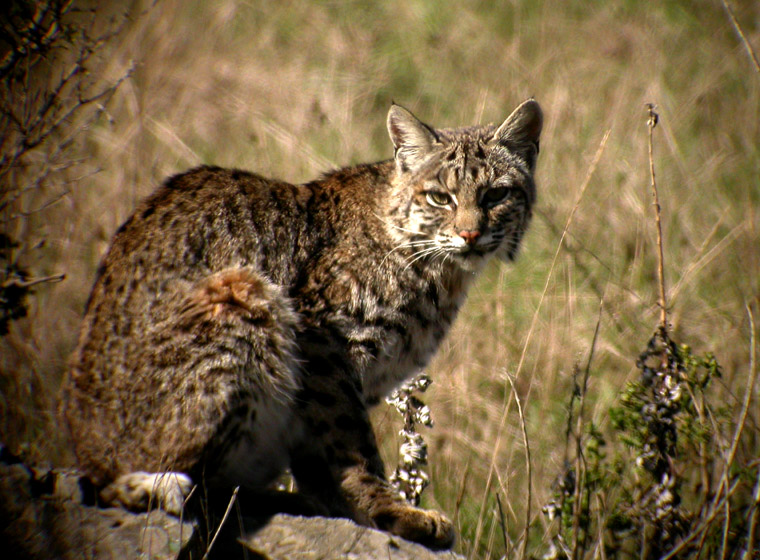
Lince rojo
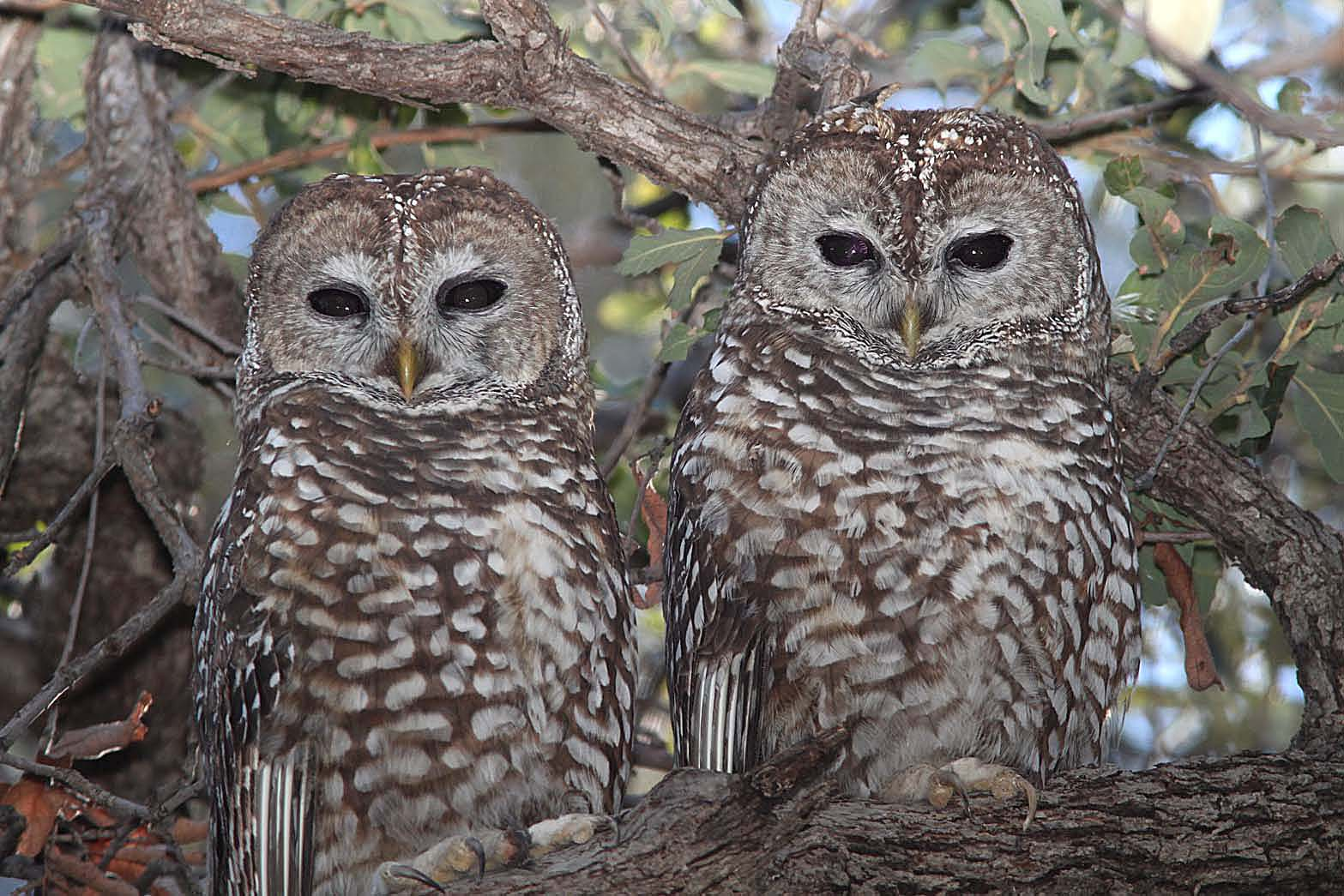
Cárabo californiano

## Turismo
El parque dispone de un área recreativa con mesas para pícnic y aseos situados en la zona de estacionamiento. Un conjunto de senderos señalizados, de longitud y dificultad variables, recorre el parque. Parte de la red de senderos es apta para la práctica del ciclismo y el senderismo. El parque dispone de un camping con 94 parcelas, algunas de las cuales pueden reservarse. También hay un área de baño a orillas del lago One Mile.